# Aartsbisdom Kuala Lumpur
Het aartsbisdom Kuala Lumpur (Latijn: Archidioecesis Kuala Lumpurensis) is een rooms-katholiek aartsbisdom met als zetel Kuala Lumpur, hoofdstad van Maleisië. De aartsbisschop van Kuala Lumpur is metropoliet van de kerkprovincie Kuala Lumpur, waartoe ook de suffragane bisdommen Melaka-Johor en Penang behoren.

## Geschiedenis
Het aartsbisdom werd opgericht op 25 februari 1955, als het bisdom Kuala Lumpur, uit delen van het aartsbisdom Malacca-Singapore, en was suffragaan aan het aartsbisdom Malacca-Singapore. Op 18 december 1972 werd het verheven tot metropolitaan aartsbisdom. 

## Parochies
Het aartsbisdom had in 2021 een oppervlakte van 63.763 km2 en telde 12.541.780 inwoners waarvan 2,1% rooms-katholiek was.

## Aartsbisschoppen
- Dominic Aloysius Vendargon (bisschop: 25 februari 1955, aartsbisschop: 18 december 1972 - 2 juli 1983)
  - Antony Selvanayagam (hulpbisschop: 6 maart 1980 - 2 juli 1983)
- Anthony Soter Fernandez (2 juli 1983 - 24 mei 2003)
- Murphy Nicholas Xavier Pakiam (24 mei 2003 - 13 december 2013; hulpbisschop sinds 1 april 1995)
- Julian Leow Beng Kim (3 juli 2014 - heden)